# فراقیق
فراقیق (به عربی: فراقيق) یک شهرداری در الجزایر است که در استان معسکر واقع شده‌است.
 فراقیق  ۲٬۳۷۹ نفر جمعیت دارد.